# شركة تايد ووتر الشرق الأوسط
شركة تايد ووتر الشرق الأوسط (بالفارسية: شرکت تایدواتر خاورمیانه) هي مشغل الميناء في إيران. فرضت وزارة الخزانة الاميركية في يونيه 2011 عقوبات ضد تايدووتر بدعوى أن ملكيتها تعود لفيلق الحرس الثوري الإسلامي (الحرس الثوري الإيراني)، حيث تدعي أنها استخدمت تايدووتر في شحنات الأسلحة غير المشروعة.
في عام 2016 ، قام بنك مهر اقتساد المرتبط بالحرس الثوري الإيراني ببيع حصته في تايد ووتر إلى بنك كوسار. وأخيرًا، باع بنك كوسار في عام 2018 أيضًا حصته في تايد ووتر للقطاع الخاص وانفصلت علاقة الشركة بالشركات المالية للحرس الثوري الإيراني.

## عمليات الموانئ
تدير شركة تايدووتر عمليات في سبعة موانئ إيرانية، بما في ذلك محطة الميناء الرئيسية في إيران، مجمع ميناء شاهد رجائي في بندر عباس ، والتي يمر من خلالها حوالي 90 بالمائة من حركة الحاويات الإيرانية.
إلى جانب ذلك، تمتلك الشركة 5 عقود من الخبرة في الشحن البحري والمشاريع البحرية. تنشط الشركة في مجالات أخرى مثل الجرف اللوجستي والشحن الدولي، والإنقاذ، وتكنولوجيا المعلومات، والخدمات الفنية والهندسية، والاستثمار والتعليم.

## روابط خارجية
- الموقع الرسمي

- الوضع بعد دخول القطاع الخاص نسخة محفوظة 16 سبتمبر 2017 على موقع واي باك مشين.